# Sormonne
Sormonne település Franciaországban, Ardennes megyében. Lakosainak száma 527 fő (2022. január 1.). Sormonne Ham-les-Moines, Harcy, Lonny, Murtin-et-Bogny és Remilly-les-Pothées községekkel határos.

## Népesség
A település népessége az elmúlt években az alábbi módon változott:
| Lakosok száma | 223  | 397  | 531  | 562  | 555  | 551  | 544  | 536  | 529  | 527  |
|               | 1968 | 1982 | 1990 | 2006 | 2013 | 2015 | 2017 | 2019 | 2020 | 2022 |